# Diribitorium
Het Diribitorium was het gebouw waar in het oude Rome in de keizertijd na verkiezingen de stemmen werden geteld.

## Geschiedenis
Het Diribitorium werd gebouwd in opdracht van Marcus Agrippa, maar hij overleed voor het klaar was. Augustus voltooide het gebouw en wijdde het in 7 v.Chr. in. Het Diribitorium had een sterke relatie met de Saepta Julia, waar de kiezers moesten stemmen. Nadat de stemmen waren uitgebracht werden deze naar het Diribitorium gebracht om te worden geteld door de diribitores, de ambtenaren die met deze taak waren belast. Het Diribitorium lag dan ook direct tegen de zuidelijke muur van de Saepta aan.
Caligula gebruikte het overkapte Diribitorium als theater op dagen dat de temperatuur buiten te heet was. Hiervoor liet hij rijen banken in het gebouw plaatsen. In het jaar 80 werd het Diribitorium verwoest bij de grote brand die het Marsveld teisterde. Titus liet het gebouw weer herstellen, echter zonder dak. Zo bestond het gebouw nog zeker tot in de 3e eeuw, toen Cassius Dio het beschreef. De verdere geschiedenis van het gebouw is onbekend.

## Het gebouw
Het uiterlijk van het Diribitorium is enigszins bekend, omdat het gedeeltelijk staat afgebeeld op fragmenten van de Forma Urbis Romae, de marmeren stadskaart uit het begin van de 3e eeuw. Het was een groot rechthoekig gebouw, waarvan de omvang niet duidelijk is. De korte zijde wordt geschat op ongeveer 42 meter. De hoofdingang lijkt aan de westelijke zijde gelegen te hebben.
Het Diribitorium was na voltooiing het grootste door een enkel dak overdekt gebouw in de stad. Dit dak werd gedragen door lange balken gemaakt van lariks. Een van deze balken, meer dan 30 meter lang, werd niet gebruikt en lag als bezienswaardigheid in de Saepta. Na de brand in 80 werd het gebouw hersteld, maar zonder dak. De 30 meter lange draagbalken waren verbrand en men kon geen nieuwe vinden.
Bovengronds is niets meer zichtbaar van het Diribitorium. Delen van de zuidelijke muur zijn in de 19e eeuw opgegraven onder de Corso Vittorio Emanuele. Een stuk van de noordelijke muur ligt onder de kerk Ss. Stimmate di San Francesco aan de Via dei Cesatari.

## Antieke bron
1. ↑  Cassius Dio, Historia Romana - 55.8.3
2. ↑  Cassius Dio, Historia Romana - 66.24
3. ↑  Plinius de oudere, Naturalis Historia 16.201

## Referentie
- L. Richardson, jr, A New Topographical Dictionary of Ancient Rome, Baltimore - London 1992. pp. 109-110. ISBN 0801843006